# Tri-ethylfosfiet
Tri-ethylfosfiet is een kleurloze vloeistof met een karakteristieke, stekende geur. Tri-ethylfosfiet is het tri-ethyl-ester van fosforigzuur en wordt deswegen ook wel fosforigzuretri-ethylester genoemd.

## Eigenschappen
Tri-ethylfosfiet is niet stabiel in water en hydrolyseert tot fosforigzuur en ethanol. In de organische synthese wordt tri-ethylfosfiet vaak toegepast als reagens in de zogenaamde Michaelis-Arboezov-reactie. Hierbij reageert het tri-ethylfosfiet met een alkylhalide tot een fosfonaat, dat vervolgens gebruikt kan worden om bijvoorbeeld alkenen te synthetiseren volgens de Horner-Wadsworth-Emmons-reactie.
{\displaystyle {\ce {P(OEt)3 + R-Br -> (EtO)2P(=O)R + EtBr}}}
Tri-ethylfosfiet kan gemaakt worden door fosfortrichloride te laten reageren met ethanol in aanwezigheid van een base om het zoutzuur, dat ontstaat bij de reactie, op te vangen.
{\displaystyle {\ce {PCl3 + 3 EtOH -> P(OEt)3 + 3 HCl}}}
Een andere toepassing is het gebruik in de katalyse als ligand. Het is een zacht ligand, dat meestal wordt gebruikt voor de coördinatie van metalen in lage oxidatietoestanden.